# کنار (سرده)

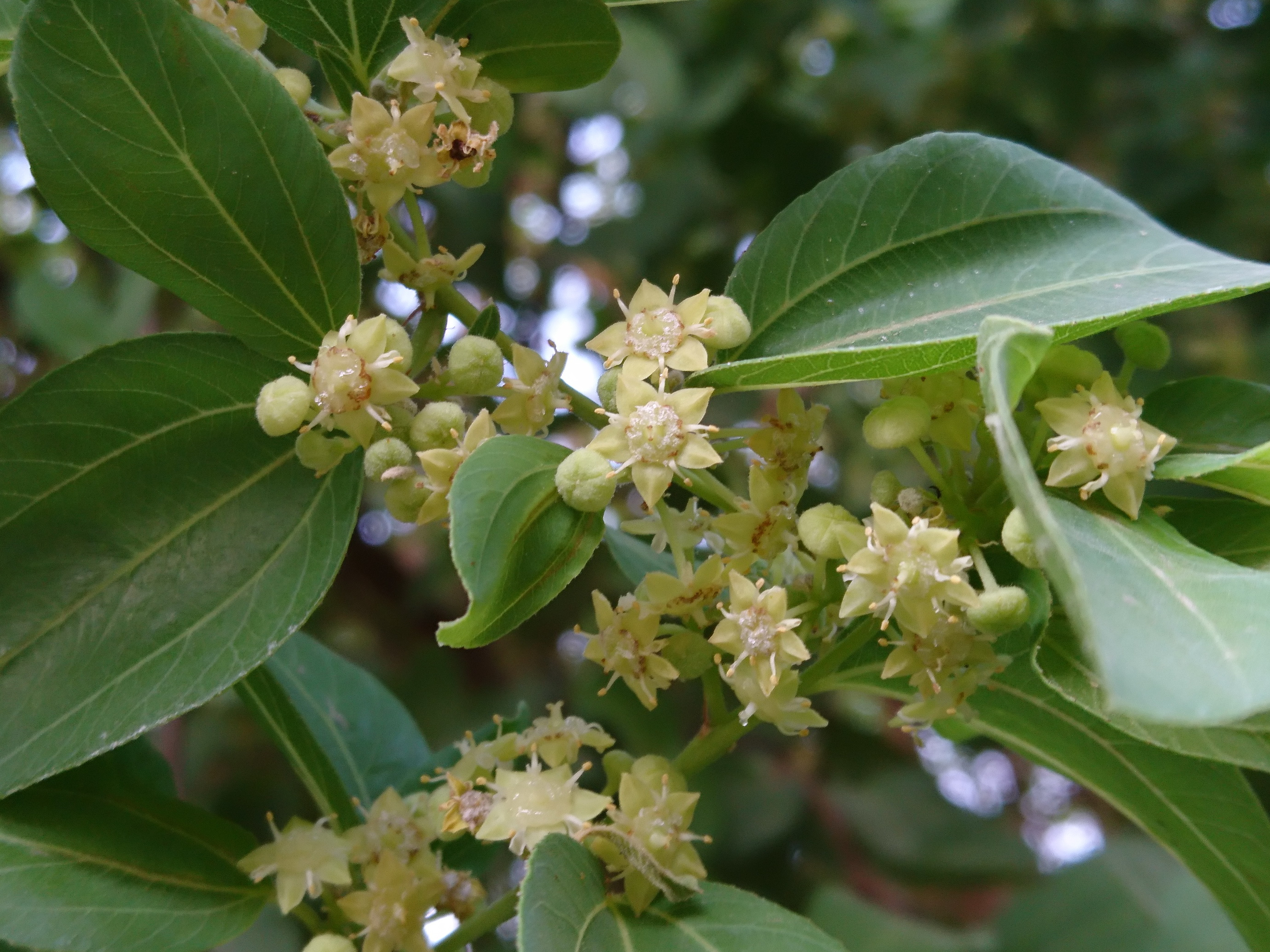
شکوفه درخت کنار، بهبهان

کُنار، عناب، رملیک (نام علمی: Ziziphus)، سرده‌ای از درختان و درختچه‌های تیغ‌دار از تیره عنابیان است. حدود ۴۰ گونه کنار وجود دارد که در مناطق گرمسیری و زیر گرمسیری پراکندگی دارند. میوه این درخت نیز کُنار نامیده می‌شود و خوردنی است.
درخت کنار در عربی و گاه فارسی سدر نیز نامیده می‌شود و در ایران معمولاً برگ‌های کوبیده آن را «ختمی» می‌نامند. اما سدر خود درختی متفاوت و مدیترانه‌ای از تیره مخروطیان است که شباهت زیادی با کاج دارد.
کنار درختی است به ارتفاع نزدیک به ۱۰ متر با برگ‌های کوچک و قلبی شکل و کشیده با سه رگبرگ برجسته که گوشوارک آن به خار تبدیل شده است.
طبق مطالعات محلی این گونه خاصیت دریافت رطوبت هوا از طریق برگ را دارد در مناطق جنوب ایران استان خوزستان شهرستان لالی مردم از درخت کنار به عنوان میوه ای که در فصل بهار به‌خوبی به وفور یافت می‌شود بهره می‌برند. از رامهرمز و لالی به عنوان مراکز کنار در ایران یاد می‌شود.

## میوه و خواص

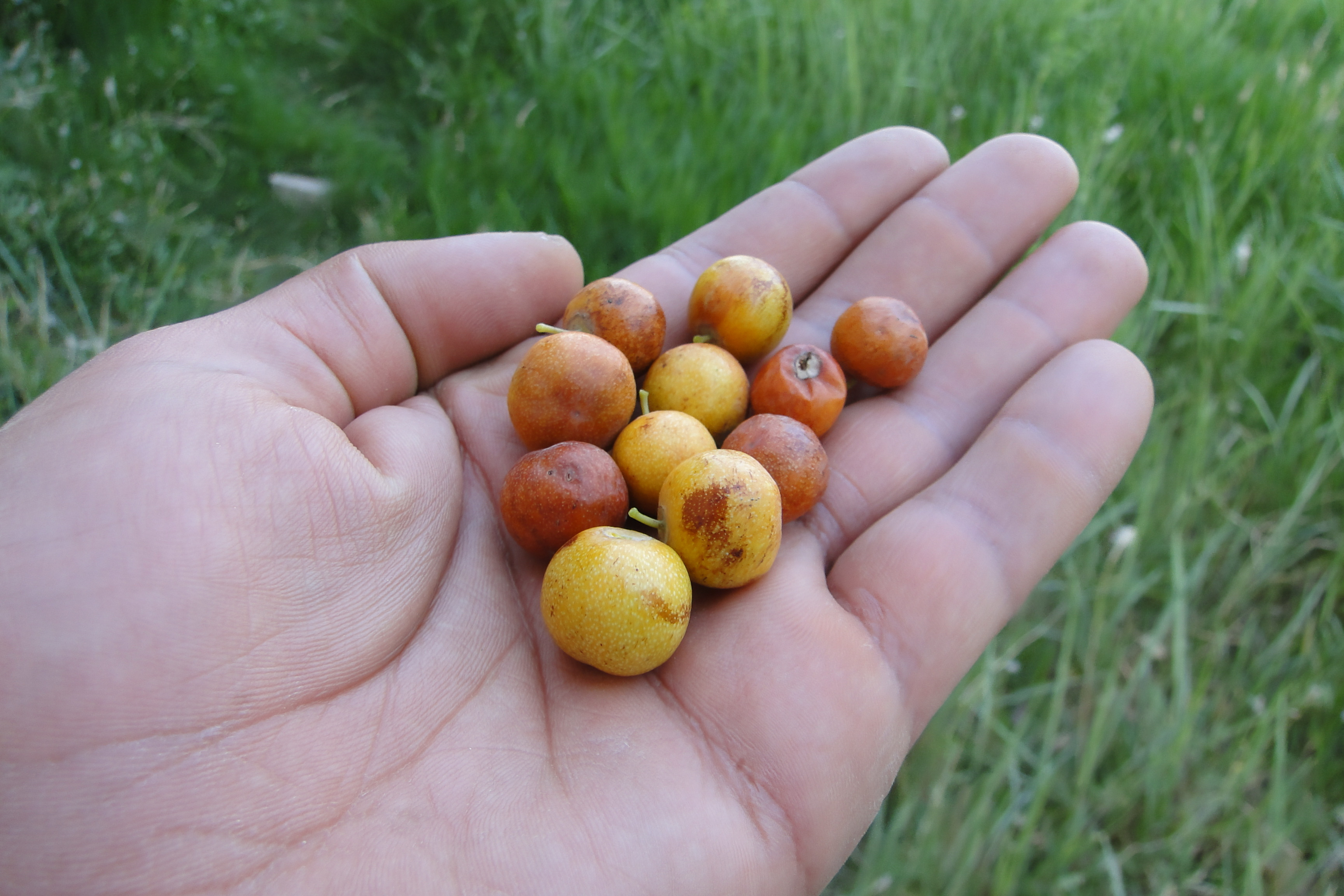
میوه درخت کنار

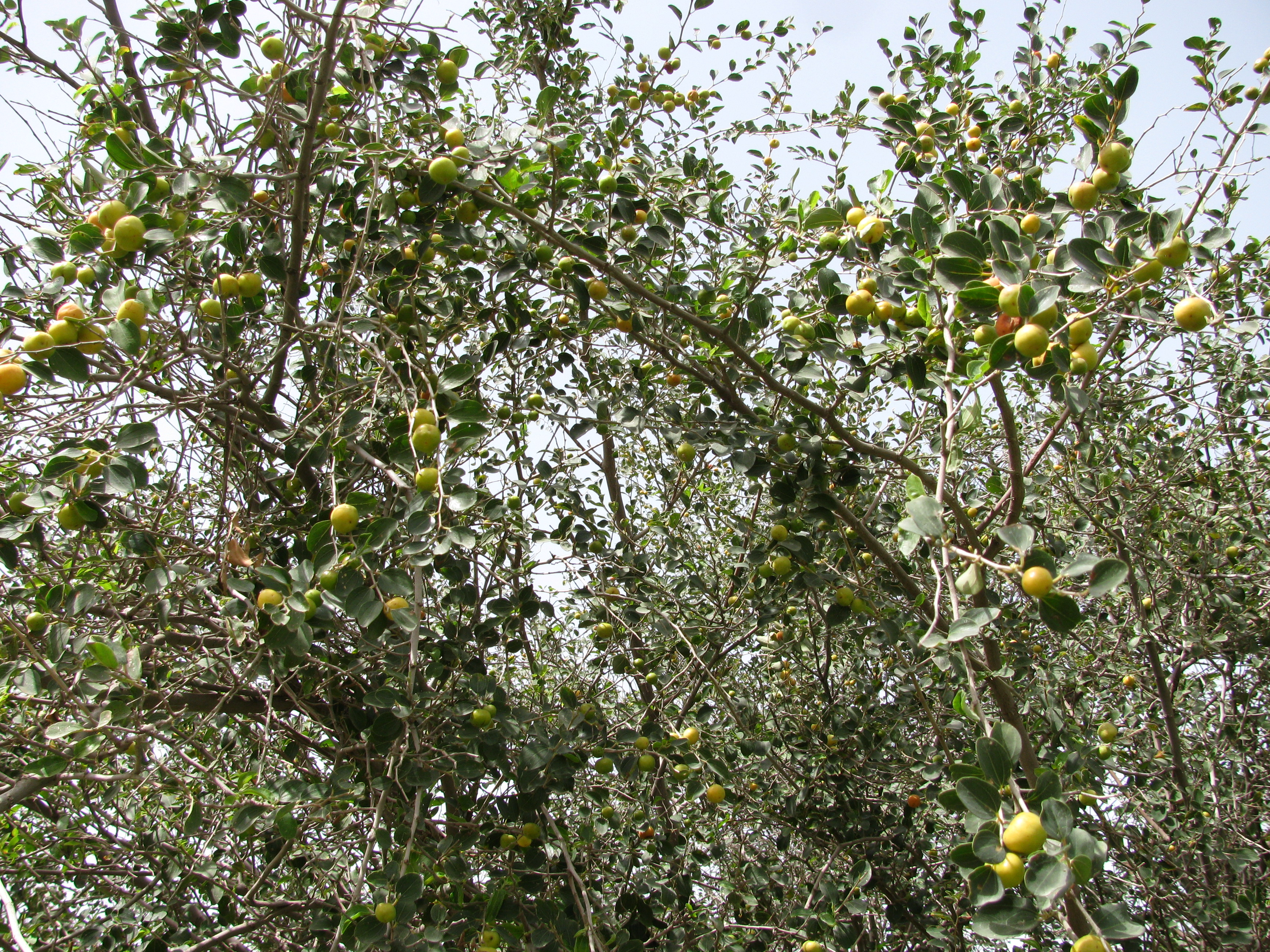
درخت کنار با میوه

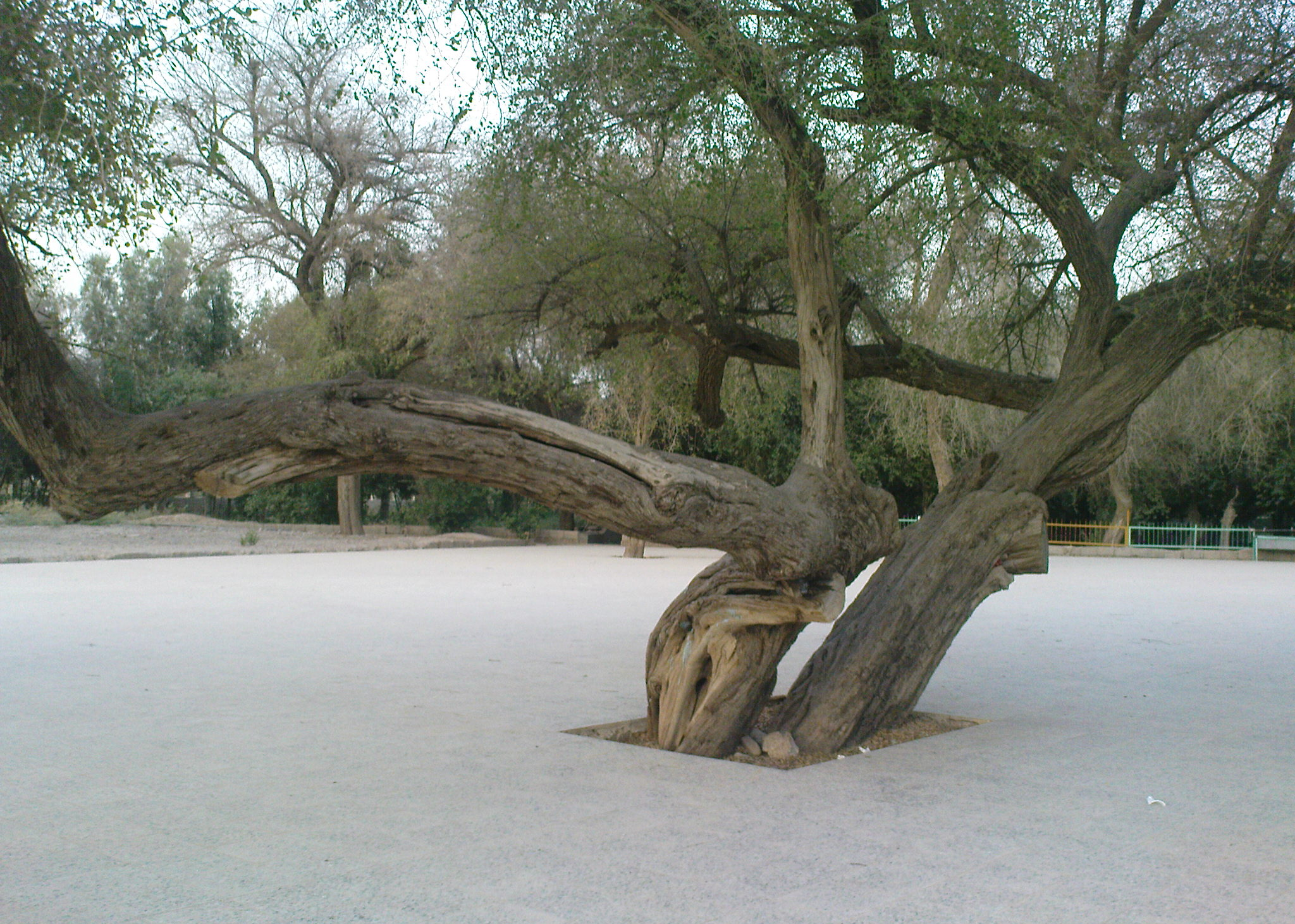
درخت کنار علی شلگهی

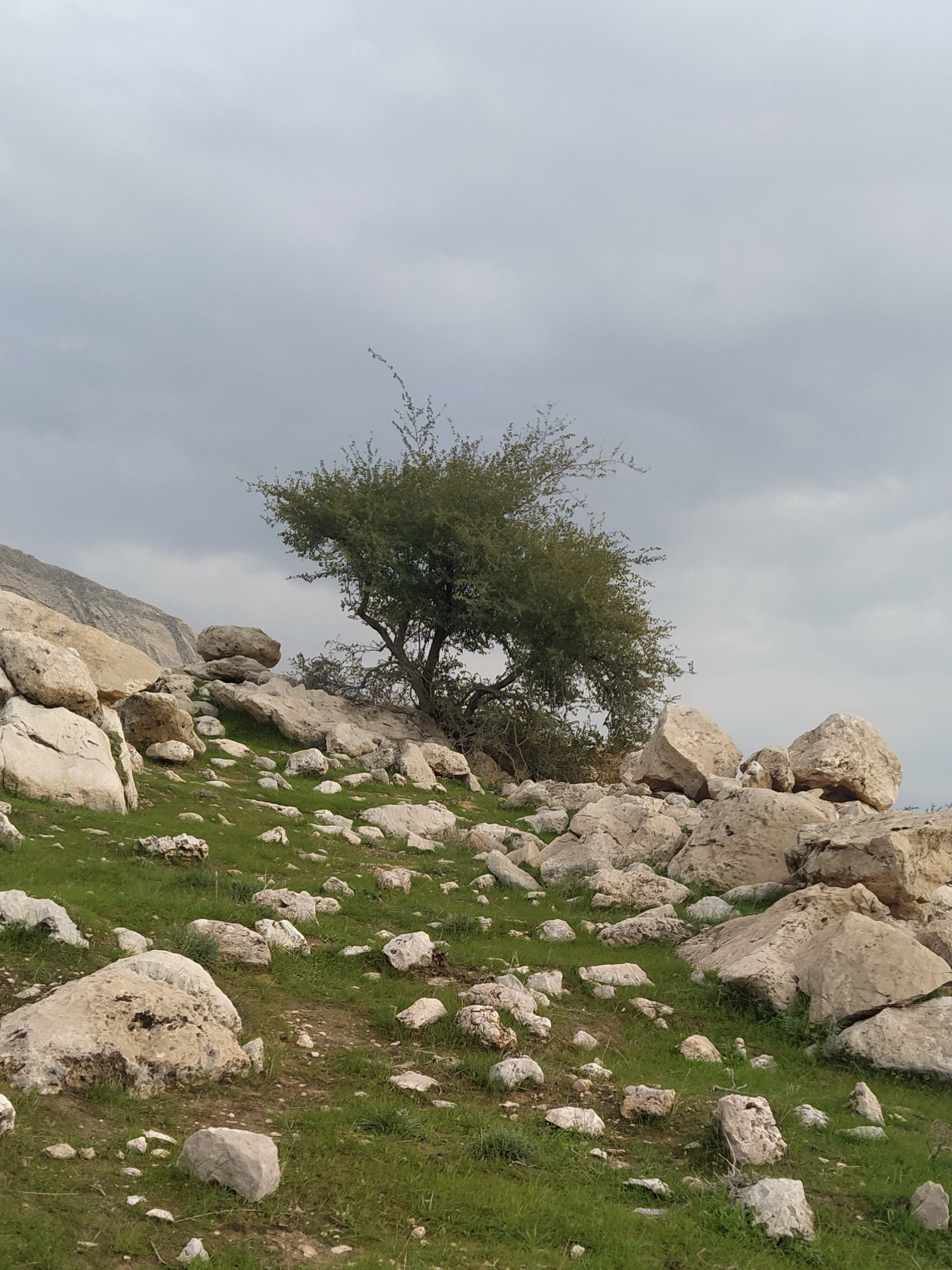
درخت کنار خودرو، بهبهان

کنار آفریقایی و کنار بوشهری (ایرانی) گونه‌هایی از این سرده‌اند که به‌طور فراوان بومی جنوب و جنوب غرب ایران هستند.
میوهٔ کنار خوراکی است. کنار میوه‌ای مغذی و سرشار از ویتامین K و مقادیر نسبتاً خوبی از ویتامین D3 و نیز کلسیم، فسفر، آهن، منگنز، روی و پتاسیم است. ارزش غذایی میوهٔ کنار از لحاظ پروتئین، مواد معدنی، کلسیم، فسفر، کاروتن و ویتامین از گندم غنی‌تر و میزان کالری و ویتامین C آن نسبت به لیمو بیشتر است. میوهٔ آن به راحتی هضم می‌شود و اثر ملین (ضد یبوست) دارد، مزهٔ آن اندکی شیرین است.
کنار در ماه‌های پایانی زمستان و اوایل بهار به بار می‌آید و تا نیمهٔ بهار نیز کم و بیش بر درخت می‌ماند. کنار با قیمتی ارزان‌تر نسبت به سایر میوه‌ها در دسترس است. برخی گونه‌های کنار در بهار شکوفه داده، در پاییز به بار می‌نشیند که در زبان بومی به آن «کنار پاییزه» می‌گویند.
از گونه‌های دیگر کنار که درختچه‌ای و بدون ساقه و تنهٔ ضخیم است؛ در زبان خوزی و لری رَمَلِک یا لملیک می‌گویند که در پاییز و زمستان میوهٔ ترش آن به‌دست می‌آید. در کوهپایه‌های زاگرس مناطق نیمه‌گرمسیری این نوع کنار دیده می‌شود.
درخت کنار از مقاوم‌ترین درخت میوه به صورت درختچه‌ای کوچک، خاردار با تاج پهن است.
این درخت و میوهٔ آن در جنوب ایران کنار نامیده می‌شود و در کتاب‌ها به نام‌های کنار، سدر، سدره، منبل داوود، سنجد گرجی، نیم، ضال، ببر و شجره‌النبق نیز خوانده شده است. از قدیم از برگ سائیده درخت کنار به‌عنوان ماده پاک‌کننده موی سر و بدن استفاده شده و هنوز هم در برخی نقاط استفاده از آن متداول است. برگ سائیده کنار «سدر» نام دارد. این درخت در استان‌های جنوبی ایران مانند ایلام، فارس، کهگیلویه و بویراحمد، هرمزگان، بوشهر، خوزستان، کرمان و جنوب سیستان و بلوچستان به خوبی می‌روید.

### شستشو با برگ کنار (سدر)
برگ‌های کنار را می‌توان خشک و پودر کرده و جهت شستشوی بدن و مو بکار برد.
برگ کنار (سدر) حاوی تانن، استرول‌های گیاهی مانند بتاسیتوسترول، بتاسیتوسترول گلوکزید و ساپونین ابلین لاکتون می‌باشد. ساپونین موجود در سدر عامل کف‌کنندگی در برگ کنار است. ابلین لاکتون از دسته ساپونین‌های استروئیدی است و به عنوان ماده اولیه برای تهیه هورمون‌های استروئیدی می‌توان بکار برد.

## کاربرد در غسل مرده
در میان مسلمانان توصیه شده است که از بین غسل‌های سه‌گانه مردگان یکی از غسل‌ها با آب و سدر باشد. معمولاً مسلمانان برای غسل مردگان سه غسل انجام می‌دهند، غسل با آب و سدر، غسل با آب و کافور و غسل با آب خالی.

## گونه‌ها
- خار گاومیش Ziziphus mucronata
- رمیلک Ziziphus nummularia
- عناب Ziziphus zizyphus
- کنار Ziziphus spina-christi
- کنار آفریقایی Ziziphus mauritiana
- کنار حبشی Ziziphus abyssinica
- کنار بوشهری (ایرانی) Ziziphus lotus
- کنار گتری
- کنار پرزین (یک نوع کنار وحشی)

بین درختان سدر و کنار تفاوت بسیاری است. درخت کنار در نواحی رویشی خلیج عمان و مدیترانه رویش دارد و گونه‌های زیادی دارد که از نظر شکل و نوع میوه با هم فرق دارند.
کنار در استان‌های ایلام و خوزستان و لرستان و کرمانشاهان عموماً در مناطق کوه پایه رشد دارد و برای فعالیت زنبورداری مفید است. چوب سختی دارد و برای پرچین و حصار منازل و دام از ان استفاده می‌شود.
کنار فراگیرترین گونه‌ی درخت خودرو در مناطق گرمسیری ایل‌مردمان بختیاری است که در برابر بلوط قرار می‌گیرد که فراوان‌ترین گونه‌ی درخت خودرو در مناطق سردسیری بختیاری است، از این روی درختان کُنار در کِنار بلوط اهمیت ویژه‌ای پیدا می‌کنند و درختان مقدس و محترمشان به شمار می‌روند.

## نگارخانه

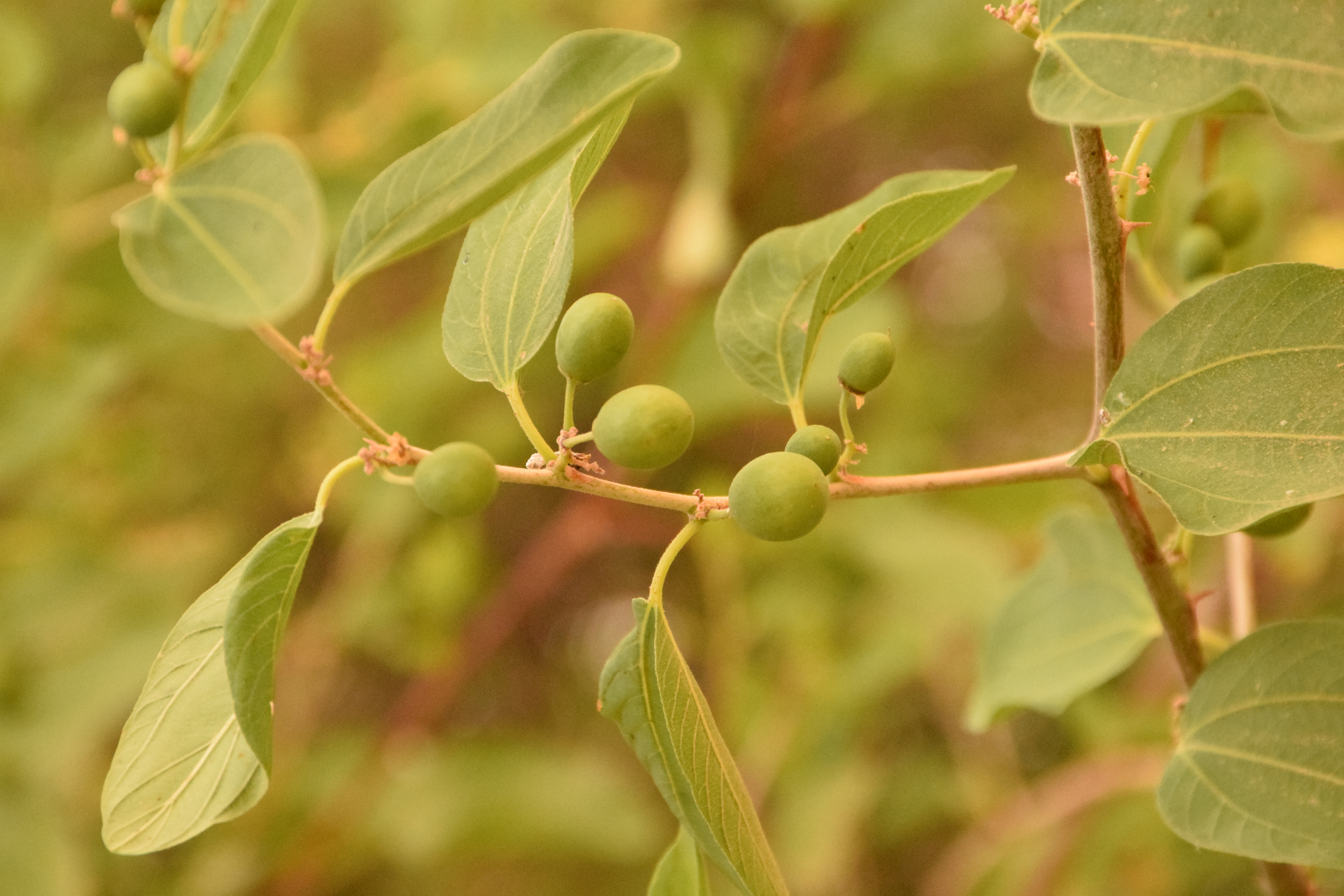
میوه کال درخت کنار
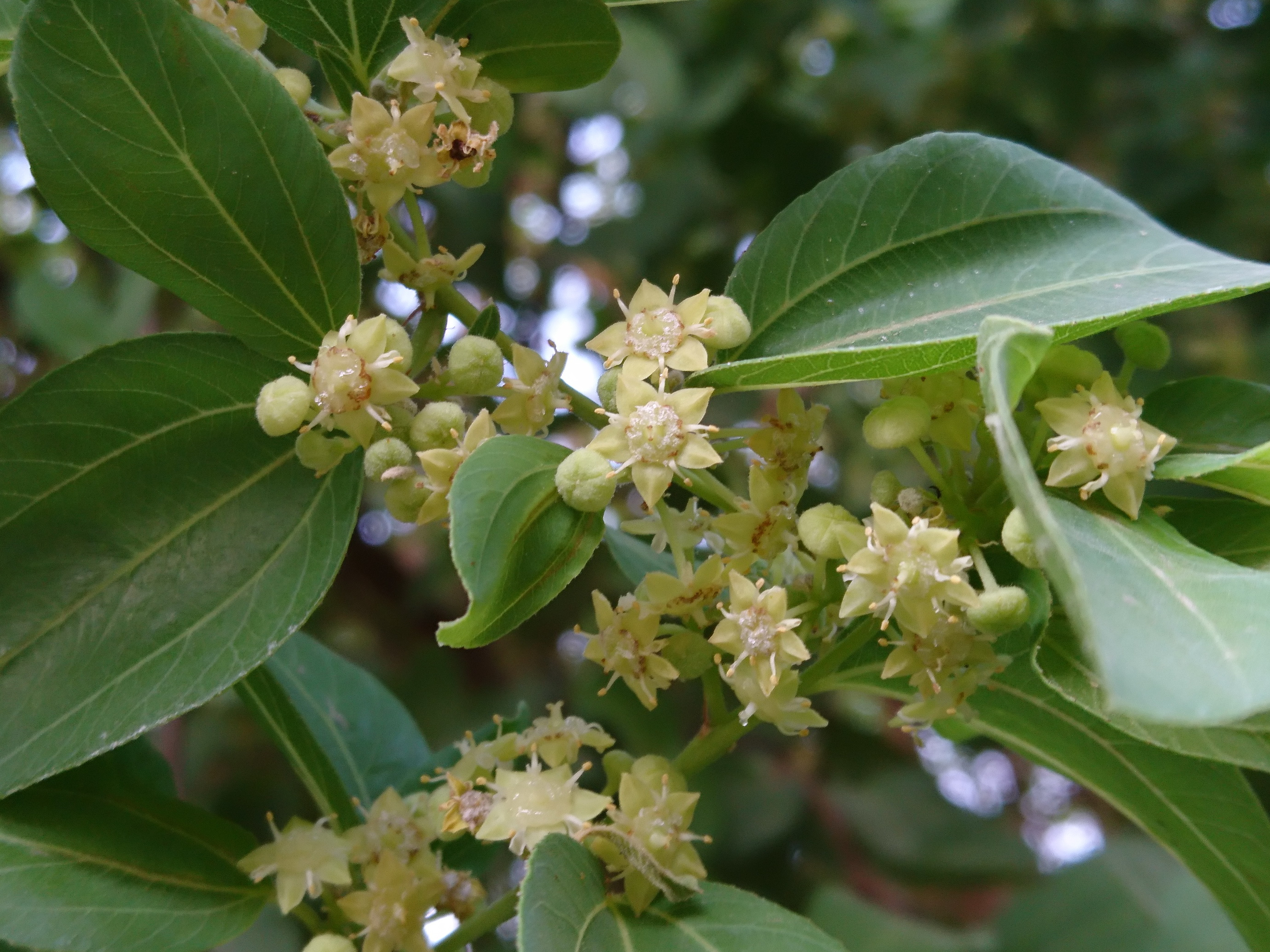
شکوفه درخت کنار، بهبهان
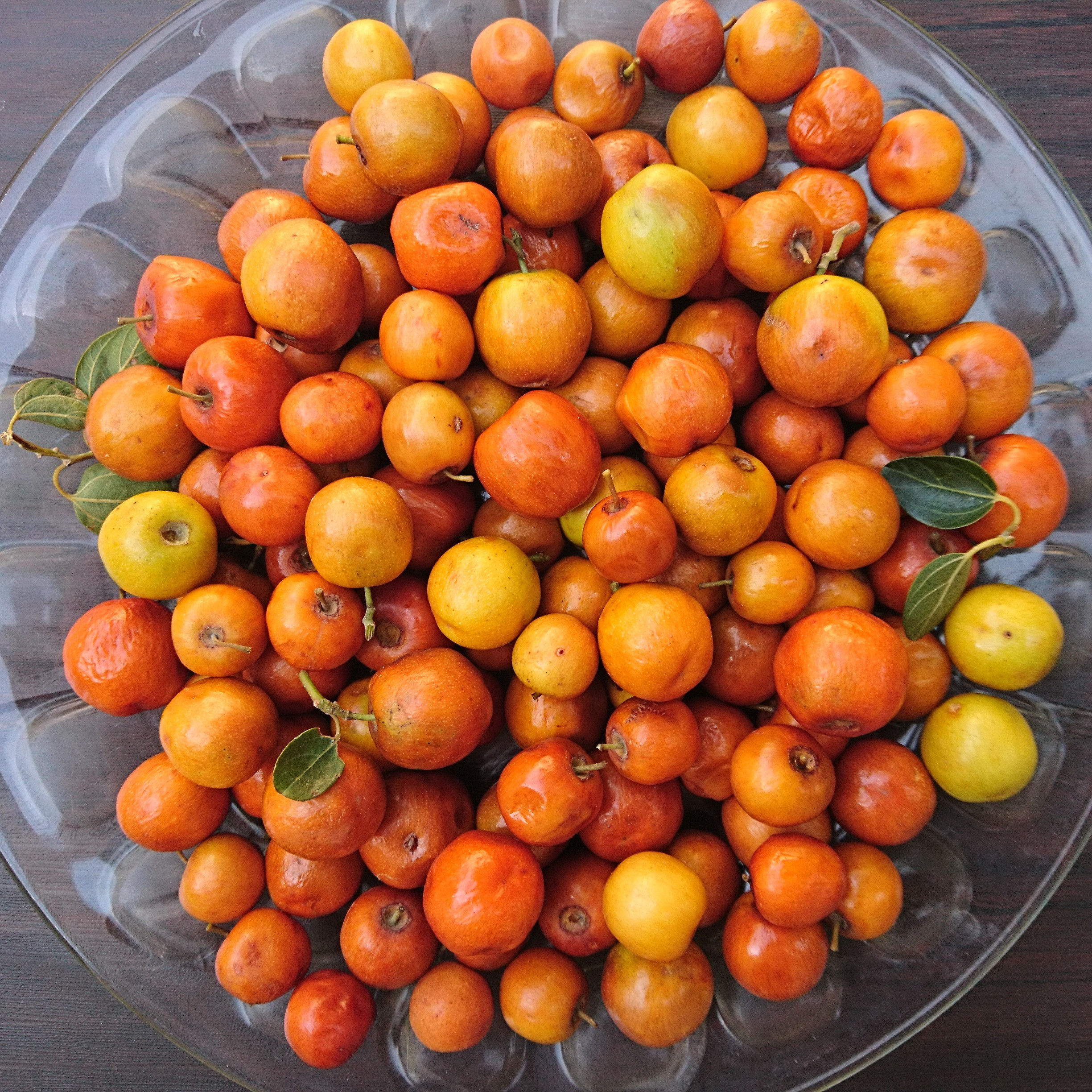
میوه درخت کنار، بهبهان
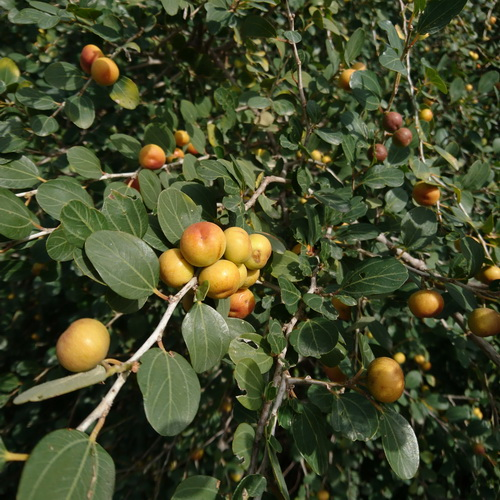
میوه نارس درخت کنار، بهبهان
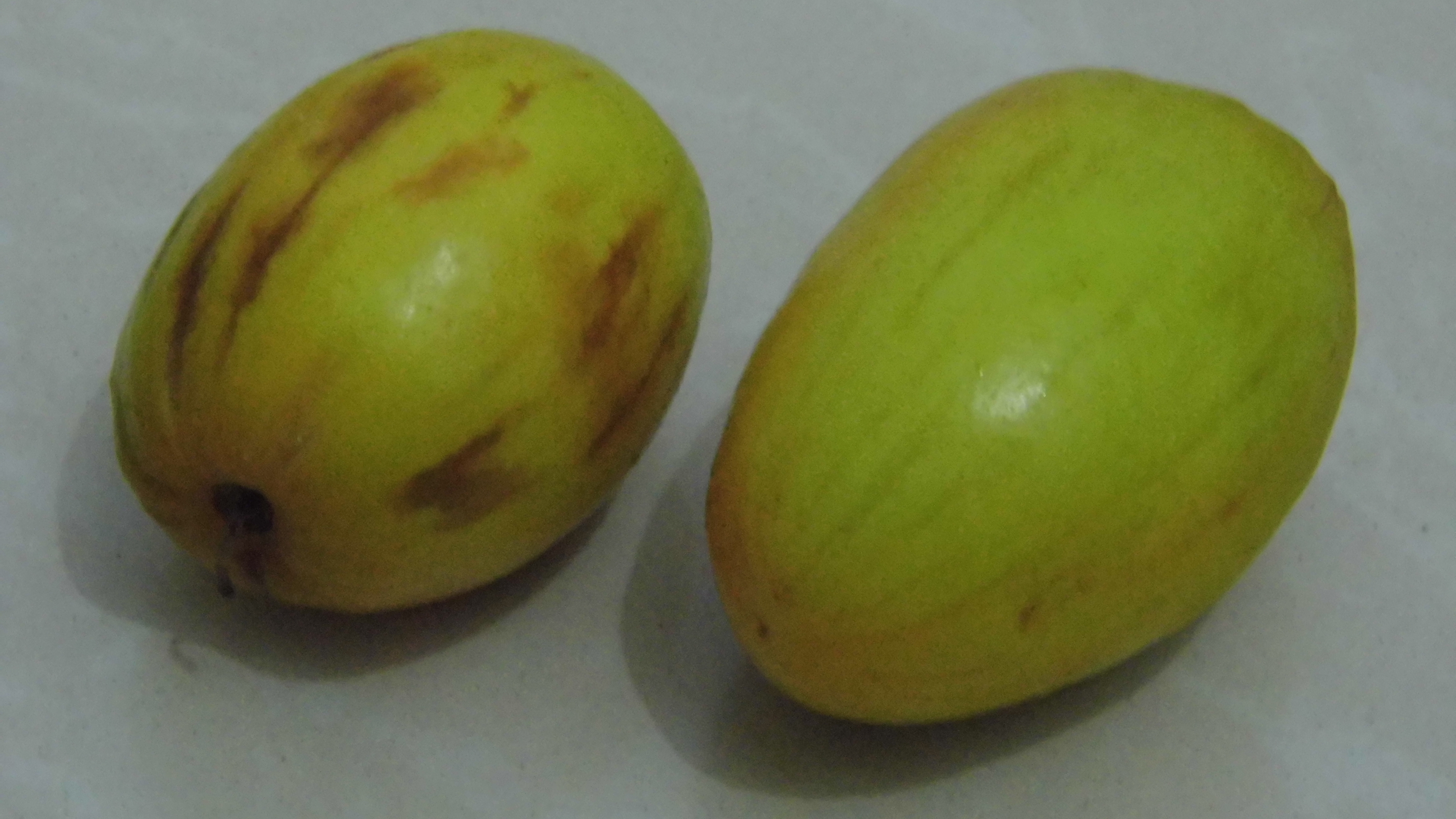
میوه کنار
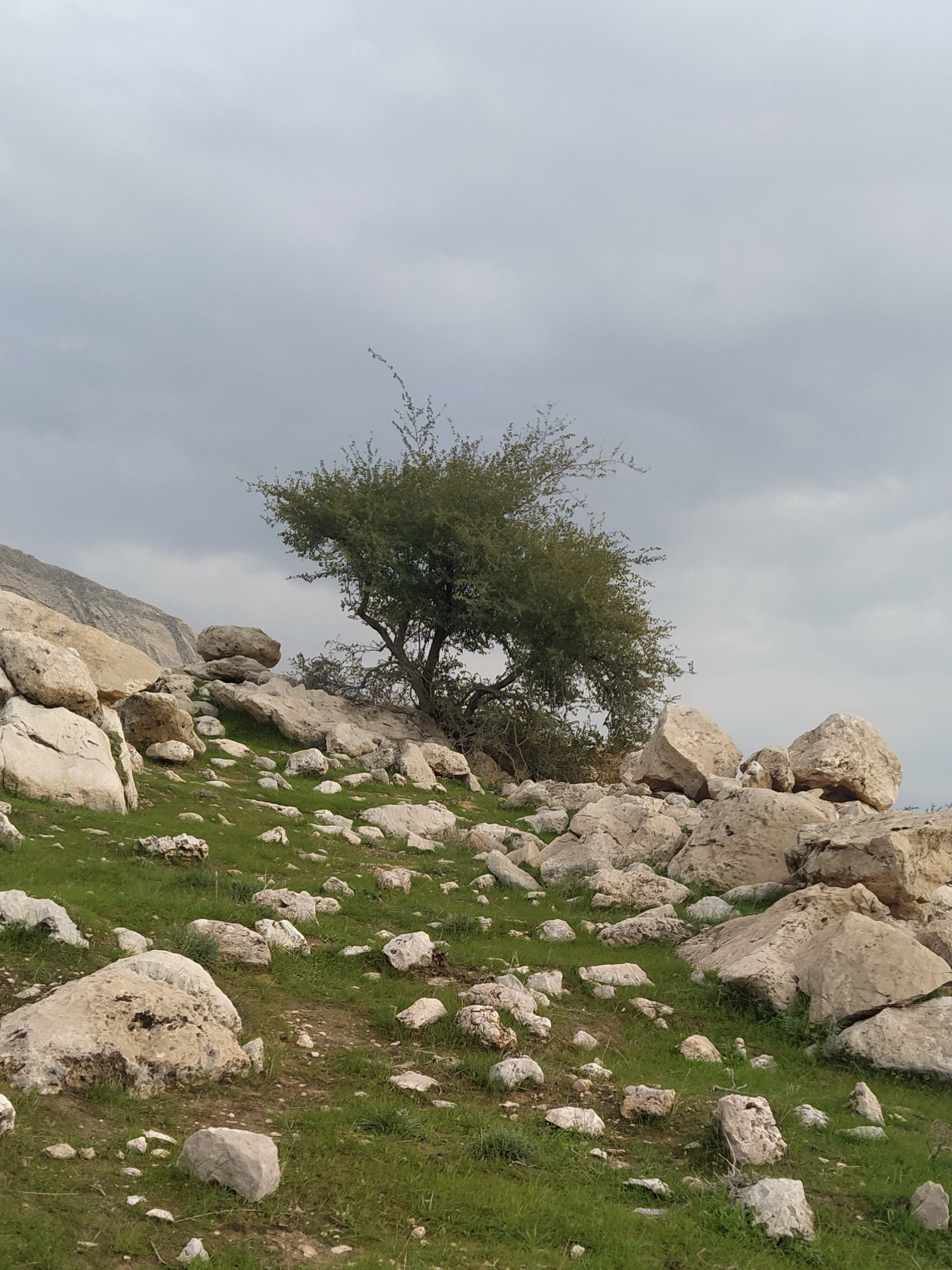
درخت کنار خودرو، بهبهان
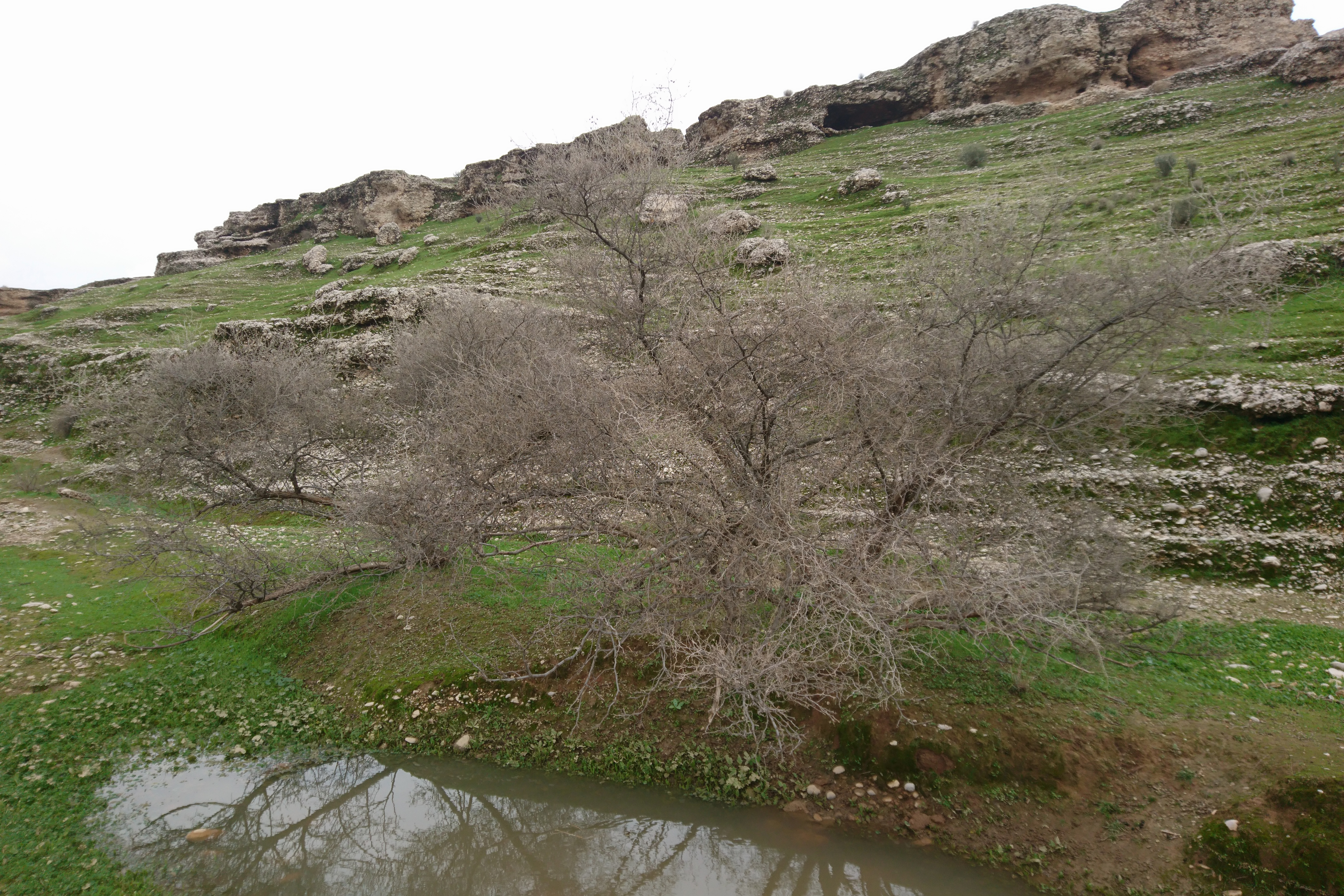
درختچه ربنیک، بهبهان
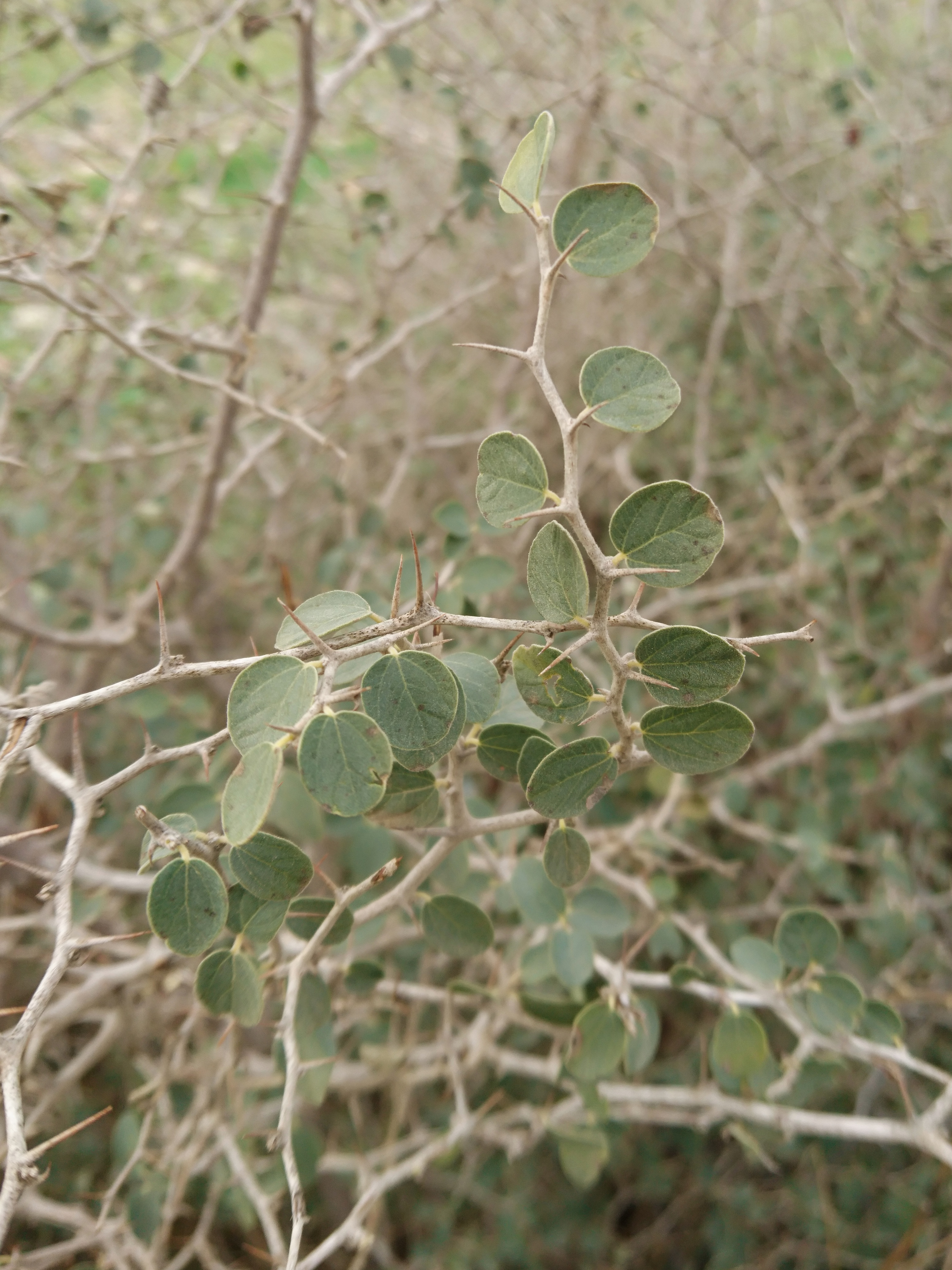
برگ درختچه ربنیک، بهبهان
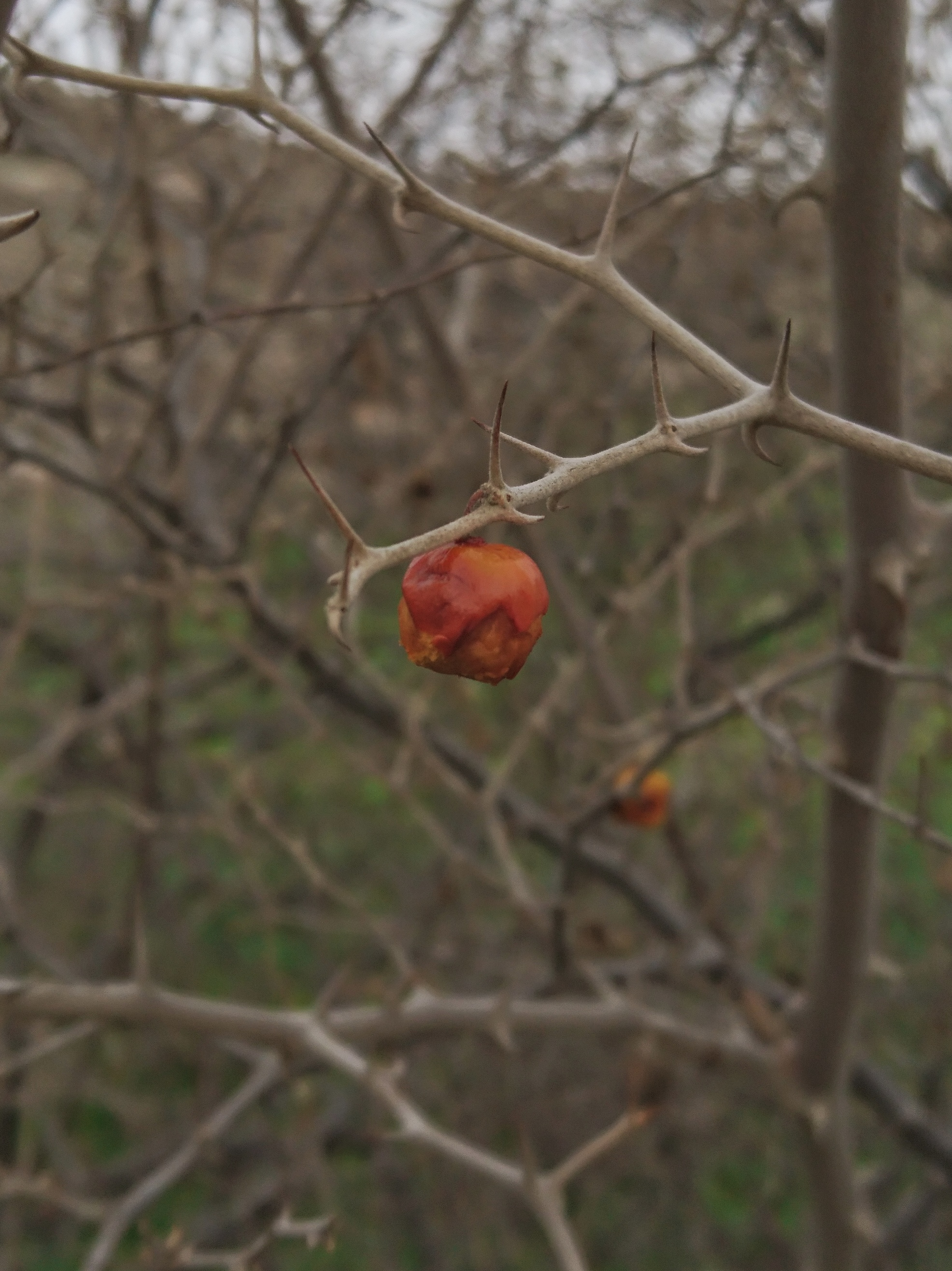
ربنیک نیم‌خورده و خشکیده، بهبهان
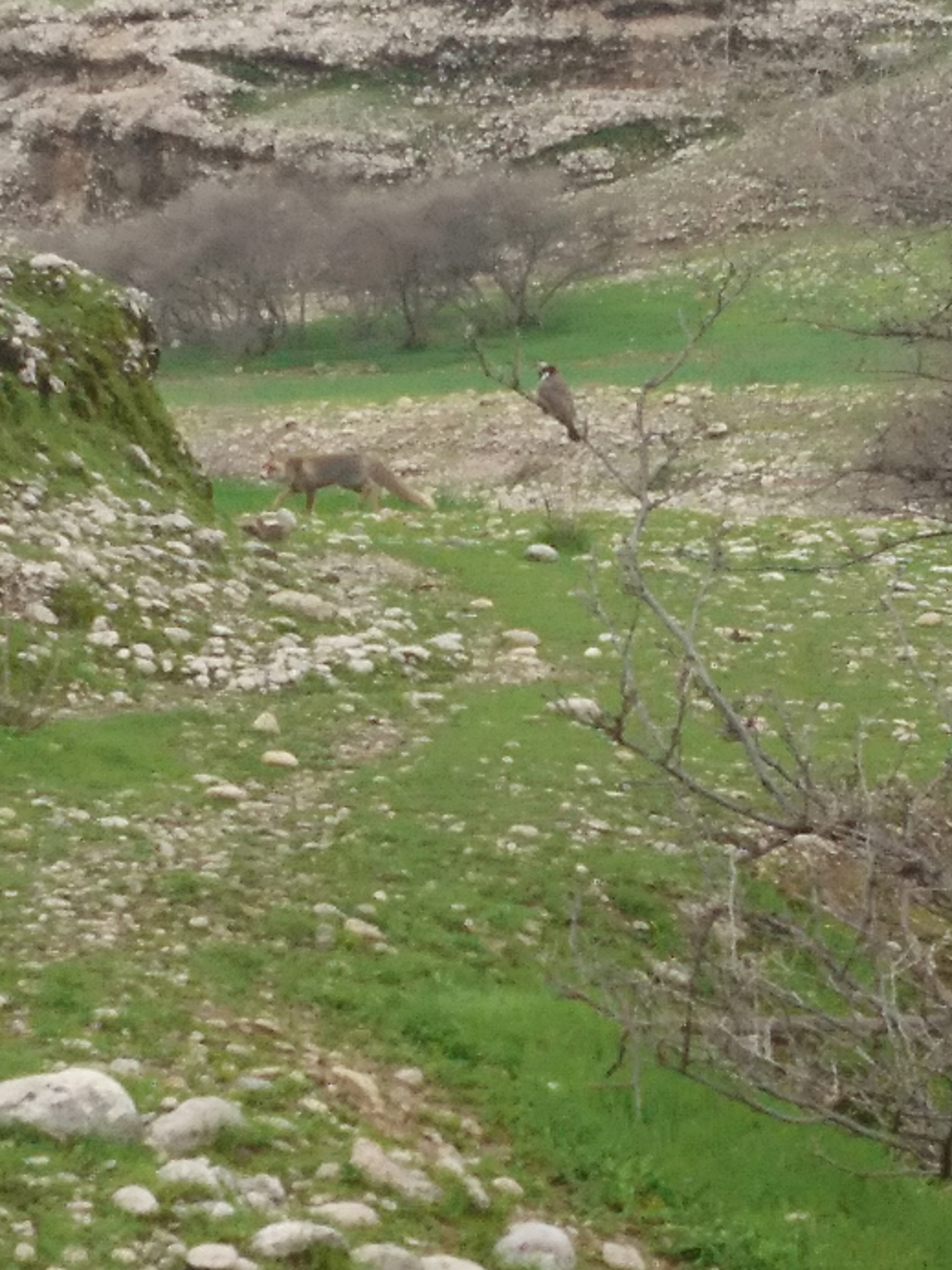
بلبل گوش‌سفید روی درختچه ربنیک و روباهی در کمین
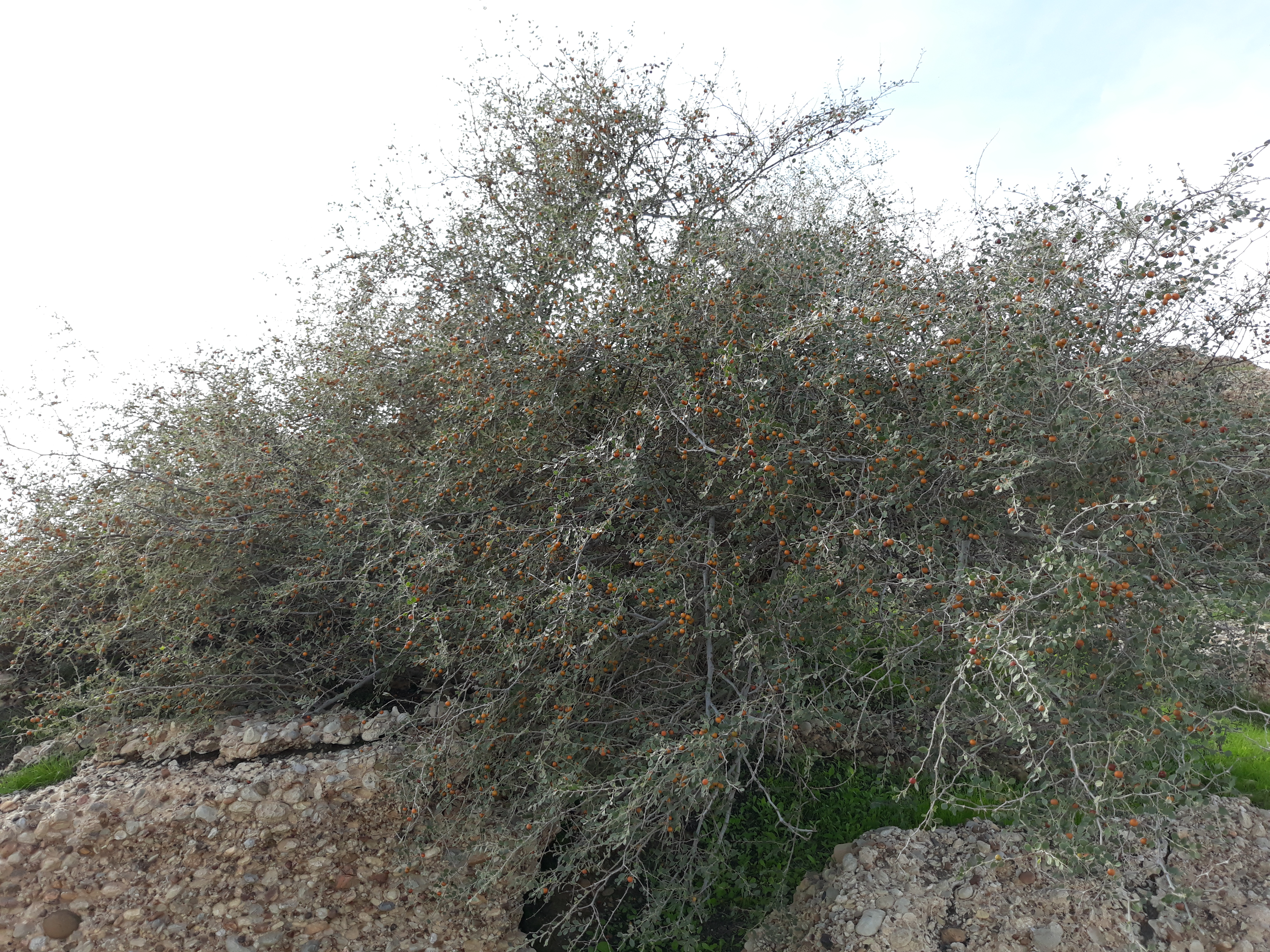
کنار پرزین